# Whitewater Township (Cape Girardeau County, Missouri)
Die Whitewater Township ist eine von 10 Townships im Cape Girardeau County im Südosten des US-amerikanischen Bundesstaates Missouri. Das U.S. Census Bureau hat bei der Volkszählung 2020 eine Einwohnerzahl von 1316 ermittelt.

## Geografie
Die Whitewater Township liegt rund 35 km westlich des Mississippi, der die Grenze zu Illinois bildet. Die Mündung des Ohio bei Cairo an der Schnittstelle der Bundesstaaten Missouri, Illinois und Kentucky befindet sich rund 90 km südöstlich.
Die Whitewater Township liegt auf 37°27′10″ nördlicher Breite und 89°48′16″ westlicher Länge und erstreckt sich über 94,54 km², die sich auf 94,41 km² Land- und 0,13 km² Wasserfläche verteilen. 
Die Whitewater Township wird vom Whitewater River durchflossen, der bei Whitewater in der weiter südlich gelegenen Hubble Township in den Headwater Diversion Channel mündet. Im Norden der Whitewater Township befindet sich das Maintz Wildlife Preserve, ein 342 Hektar großes Erholungsgebiet. Im Zentrum der Township liegt der Cedar Lake, der durch das Aufstauen eines Nebenflusses des Whitewater River entstanden ist. 
Die Whitewater Township grenzt innerhalb des Cape Girardeau County im Norden und Nordosten an die Apple Creek Township, im Osten an die Byrd Township und im Süden an die Kinder Township. Im Westen grenzt die Township an das Bollinger County.

## Verkehr
Von Südosten nach Nordwesten verläuft die Missouri State Route 72 durch die gesamte Whitewater Township und trifft dort auf eine Reihe untergeordneter zum Teil unbefestigter Straßen.
Der nächstgelegene Flughafen ist der rund 35 km südöstlich der Township gelegene Cape Girardeau Regional Airport.

## Bevölkerung
Bei der Volkszählung im Jahr 2010 hatte die Township 1335 Einwohner. Neben Streubesiedlung existieren innerhalb der Whitewater Township mehrere gemeindefreie Siedlungen:
- Hartle Ford
- Kurreville
- Millersville
- Reynolds Ford